# Boa Entrada (São Tomé)
Boa Entrada é uma aldeia de São Tomé e Príncipe, localiza-se ao Norte, no distrito da Lobata, ilha de São Tomé, próxima às localidades da Bela Vista, Pedra Maria e do Rio Água Sebastião.